# Hộ chiếu Pháp
Hộ chiếu Pháp (tiếng Pháp: Passeports français) tài liệu nhận dạng được cấp cho công dân Pháp. Bên cạnh việc tạo điều kiện cho người mang đi quốc tế và phục vụ như là dấu hiệu của quốc tịch Pháp (nhưng không bằng chứng; sở hữu của một hộ chiếu Pháp chỉ thiết lập các giả định quốc tịch Pháp theo luật của Pháp), hộ chiếu tạo điều kiện cho quá trình đảm bảo hỗ trợ từ các nhân viên sứ quán Pháp ở nước ngoài hoặc các quốc gia thành viên Liên minh châu Âu trong trường hợp không có viên lãnh sự Pháp, nếu cần thiết.
Năm 2022, công dân Pháp có thể nhập cảnh 188 quốc gia mà không cần thị thực (visa) hoặc với thị thực được cấp ở nơi đến. Công dân Pháp có thể sống và làm việc ở bất kỳ quốc gia nào trong Liên minh châu Âu do kết quả của quyền tự do di chuyển và cư trú được cấp trong Điều 21 của Hiệp ước Liên minh châu Âu.

## Miễn thị thực

Yêu cầu thị thực đối với công dân Pháp
Nước pháp
Khu vực Schengen (không cần tài liệu)
Không cần thị thực
Visa khi đến
eVisa
Visa khi đến & eVisa
Cần có thị thực trước khi đến

Yêu cầu thị thực đối với công dân Pháp là yêu cầu chính quyền bởi các nước khác đưa ra với công dân Pháp để họ nhập cảnh. Năm 2022, Công dân pháp được miễn thị thực hoặc có thể xin thị thực tại cửa khẩu tại 188 quốc gia và vùng lãnh thổ, do đó hộ chiếu Pháp xếp hạng thứ 5 theo Henley & Partners / Chỉ số giới hạn thị thực.